# China Taipéi en los Juegos Olímpicos de Sídney 2000
China Taipéi (Taiwán) estuvo representada en los Juegos Olímpicos de Sídney 2000 por un total de 55 deportistas, 21 hombres y 34 mujeres, que compitieron en 14 deportes.
El portador de la bandera en la ceremonia de apertura fue el jugador de tenis de mesa Chiang Peng-Lung.

## Medallistas
El equipo olímpico obtuvo las siguientes medallas:
| Nombre            | Deporte       | Competición  |
| ----------------- | ------------- | ------------ |
| Oro               |               |              |
| —                 |               |              |
| Plata             |               |              |
| Li Feng-Ying      | Halterofilia  | 53 kg F      |
| Bronce            |               |              |
| Kuo Yi-Hang       | Halterofilia  | 75 kg F      |
| Chi Shu-Ju        | Taekwondo     | –49 kg F     |
| Huang Chih-Hsiung | Taekwondo     | –58 kg M     |
| Chen Jing         | Tenis de mesa | Individual F |